# إيرف سميث
إيرف سميث (بالإنجليزية: Irv Smith)‏ هو لاعب كرة قدم أمريكية أمريكي، ولد في 13 أكتوبر 1971 في ترنتون في الولايات المتحدة.

## وصلات خارجية
- إيرف سميث على موقع مرجع كرة القدم المحترفة.كوم (الإنجليزية)